# Église Notre-Dame de Cosqueville
L'église Notre-Dame de Cosqueville est un édifice catholique, édifié au XIIe siècle, placé sous le vocable de Notre-Dame, qui se dresse sur le territoire de la commune française de Cosqueville, dans le département de la Manche, en région Normandie.

## Localisation
L'église Notre-Dame, entourée de son cimetière, est située dans le bourg de Cosqueville, dans le Val de Saire, dans le département français de la Manche.

## Historique
L'église sous le vocable de Notre-Dame a pour second patron saint Marcouf.
De tout temps c'est le seigneur du lieu, le fief de Bellanville, qui en a eu le patronage. Au début du XIVe siècle, Guillaume et Richard de Beaumont furent successivement occupants de la cure et de la seigneurie.
Les curés, Charles-François Le Sens auquel succèdent Louis-Charles Le Tort et Jacques-Louis Dursus furent tous trois enterrés dans le chœur. Ensuite, Bernardin-François Le Sens s'évertua à embellir son église avec sa fortune considérable. C'est lui qui fit établir dans la tour une sonnerie de cinq cloches et fait reconstruire le chœur vers 1770. À sa mort, en 1772, il restait encore à paver le chœur et à vitrer les fenêtres. Il lèguera par testament 80 livres aux pauvres de Saint-Pierre, 500 à ceux de Cosqueville, 300 à ceux de Gouberville et 100 aux pauvres d'Orglandes. En 1790 c'est un certain Duranville qui prend la cure. La municipalité le nomme greffier et Duranville s'engage à verser 90 livres par an afin de payer une maîtresse et un maître d'école. Dans un premier temps, il prêtre le serment révolutionnaire, mais se rétracte avec les excès de la Révolution. Les paroissiens choisissent alors un nouveau curé qui décède peu de temps après, avant de choisir M. Auvray de Réthoville. 
À cette époque troublée, sur les cinq cloches, quatre sont envoyées au district de Cherbourg afin d'être fondues. Les autels, les croix et les statues des saints sont renversés, les vases sacrés ainsi que l'argenterie sont détruits, et on accroche au-dessus de la porte d'entrée un tableau représentant la déesse de la Liberté. L'ancien curé fait même planter un arbre de la liberté. L'église qui est devenue un temple de la Raison est loué. En 1802, au décès de M. Auvray, M. Duranville tentera de reprendre sa fonction, et à la suite des troubles que cela engendra et la fermeture de l'église il sera envoyé à Quettehou.
Une fois le calme revenu, on nomme M. Pierre-François Dufour. Lui et son successeur doivent reconstituer le mobilier de l'église. On construit un nouvel autel en 1827 et en 1877, la cloche qui a été refondue, est bénie. À cette occasion, la marraine, Mme la baronne d'Espinoze offre les deux anges adorateurs qui garnissent l'autel, et en 1888 on y place la statue du sacré-Cœur.

## Description
Les parties les plus anciennes remontent au XIIe siècle. De cette période subsiste la nef conservée au deux tiers avec deux fenêtres étroites surmontées d'un larmier avec modillons. La façade occidentale romane à trois ouvertures, dont les deux plus petites sont murées, est en partie masquée par un porche avec un arc gothique couvert d'une toiture en pierre sur une voûte en maçonnerie qui a été bâti pour abriter les plaids seigneuriaux. Il est surmonté par deux fenêtres meurtrières et d'un oculus. Sur le mur sud, le porche latéral roman est surmonté d'un tympan moderne. La nef, malgré les étroites fenêtres de façade, bénéficie toutefois d'une abondante lumière grâce aux très larges embrasures des fenêtres.
Le clocher octogonal a été construit au milieu du XVe siècle par Raoul d'Argouges († 1473). Les piliers qui le porte sont ornés de chapiteaux en granite sculptés. Contigüe à la tour, à droite, une chapelle est mentionnée à partir de 1685 dans les registres. Anciennement chapelle Saint-Fiacre (patron des jardiniers) c'est aujourd'hui la chapelle de la Sainte Vierge. En 1703 lui fait suite une chapelle Sainte-Anne devenue aujourd'hui chapelle Saint-jean.
Le chœur a été reconstruit vers 1770, et en 1899 le clocher, dont la base est du XIIe siècle, a été surmonté d'une flèche en éteignoir.
Dans le cimetière, il y eut jadis une chapelle Saint-Martin qui en 1890 avait déjà complètement disparue.

## Mobilier
Le nouvel autel avec un baldaquin à quatre colonnes, couronnement et gloire, a été construit en 1827 par MM. Dion père et fils, menuisiers à Saint-Pierre-Église. L'autel en marbre blanc de la chapelle de la Vierge date quant à lui de la fin du XIXe siècle, comme les vitraux de saint Marcouf et du bienheureux Thomas Hélye, la perque et le crucifix, en souvenir d'une mission.
L'église conserve également une statue de saint Marcouf représenté avec le bras droit levé et un livre qu'il tient dans sa main gauche, un aigle lutrin et une statue de saint Martin.
Dans la nef, sur le côté gauche, une plaque de marbre gravée dresse la liste des curés de la paroisse.

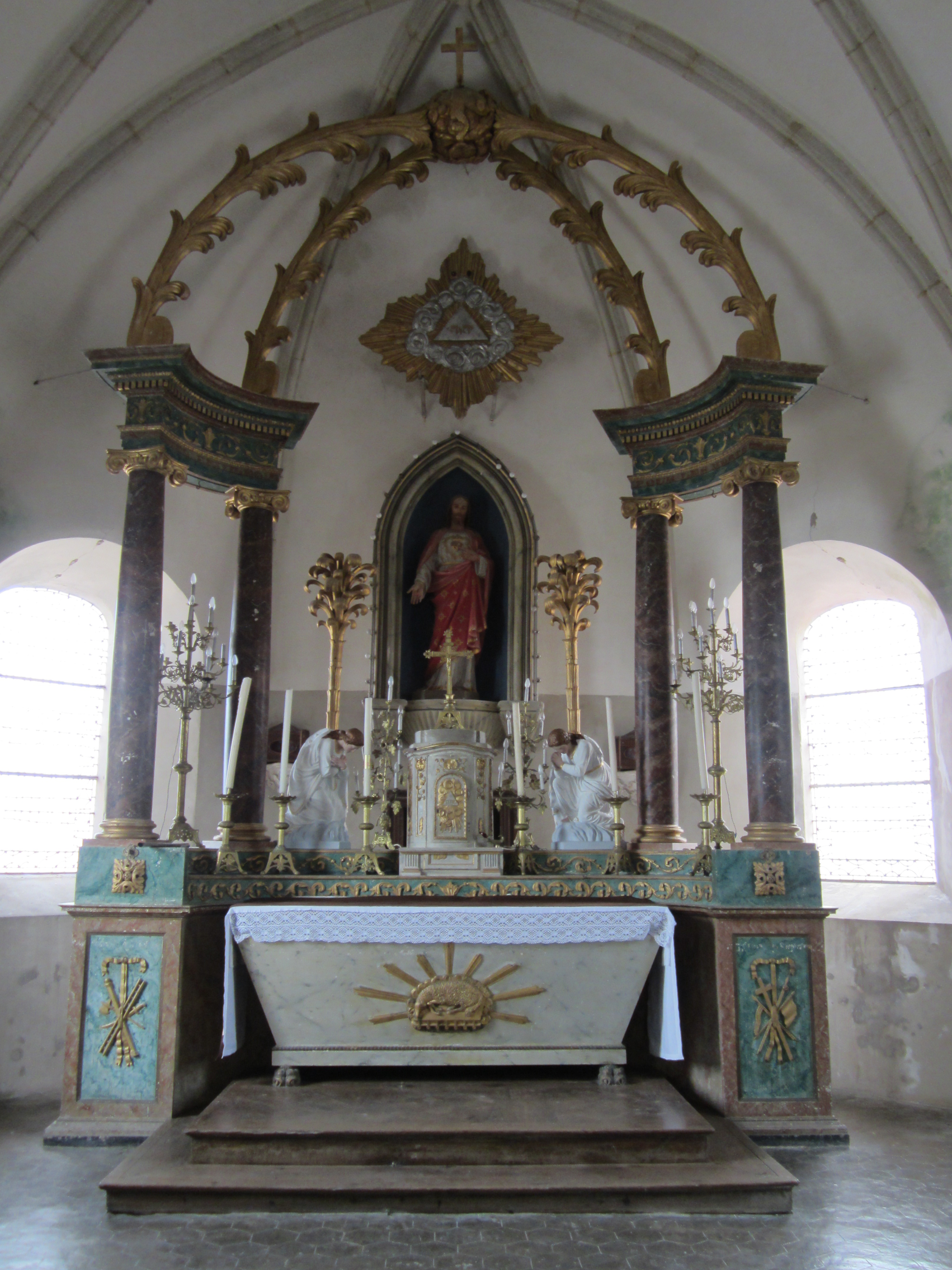
Le maître-autel.
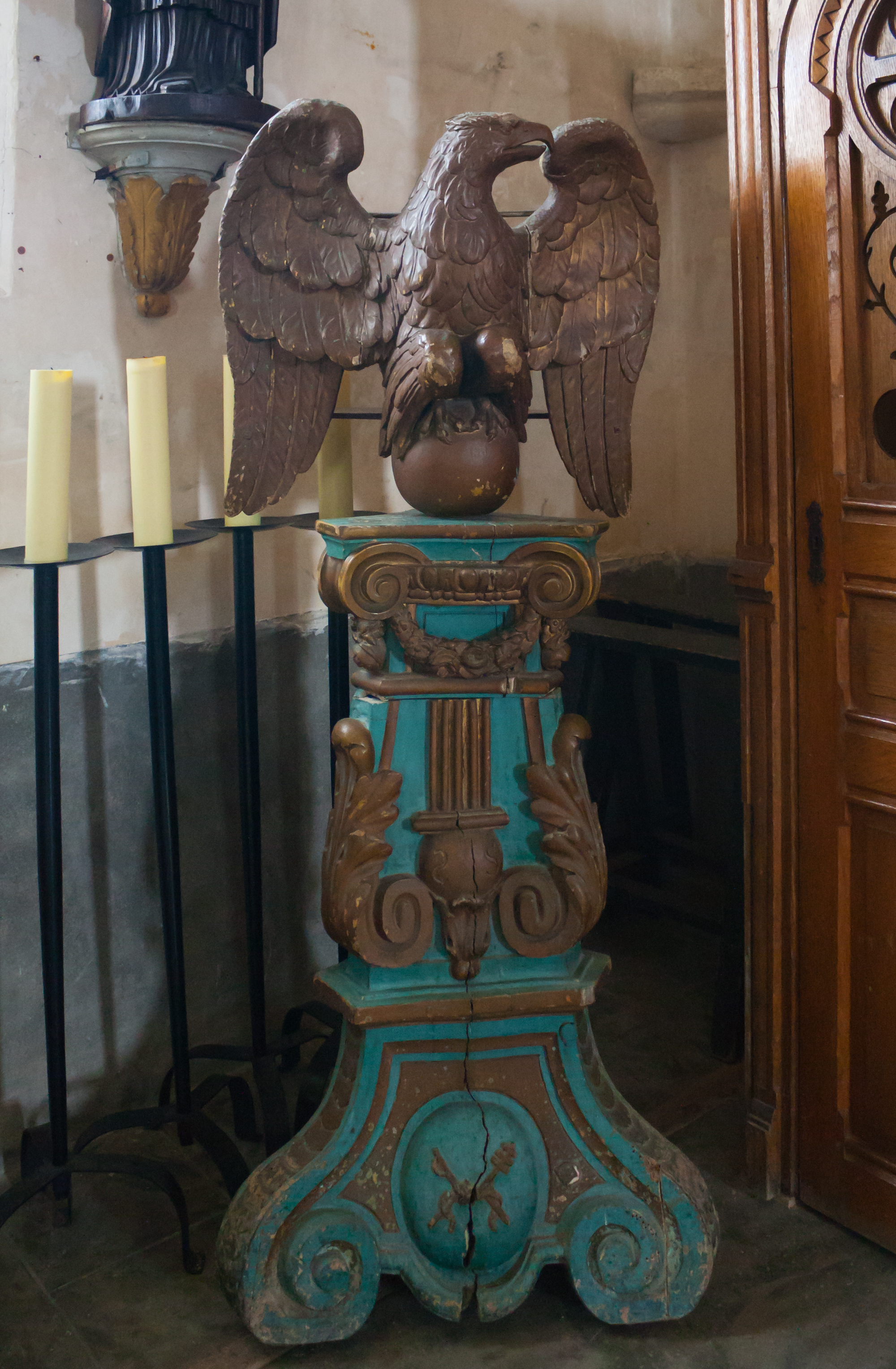
Lutrin.
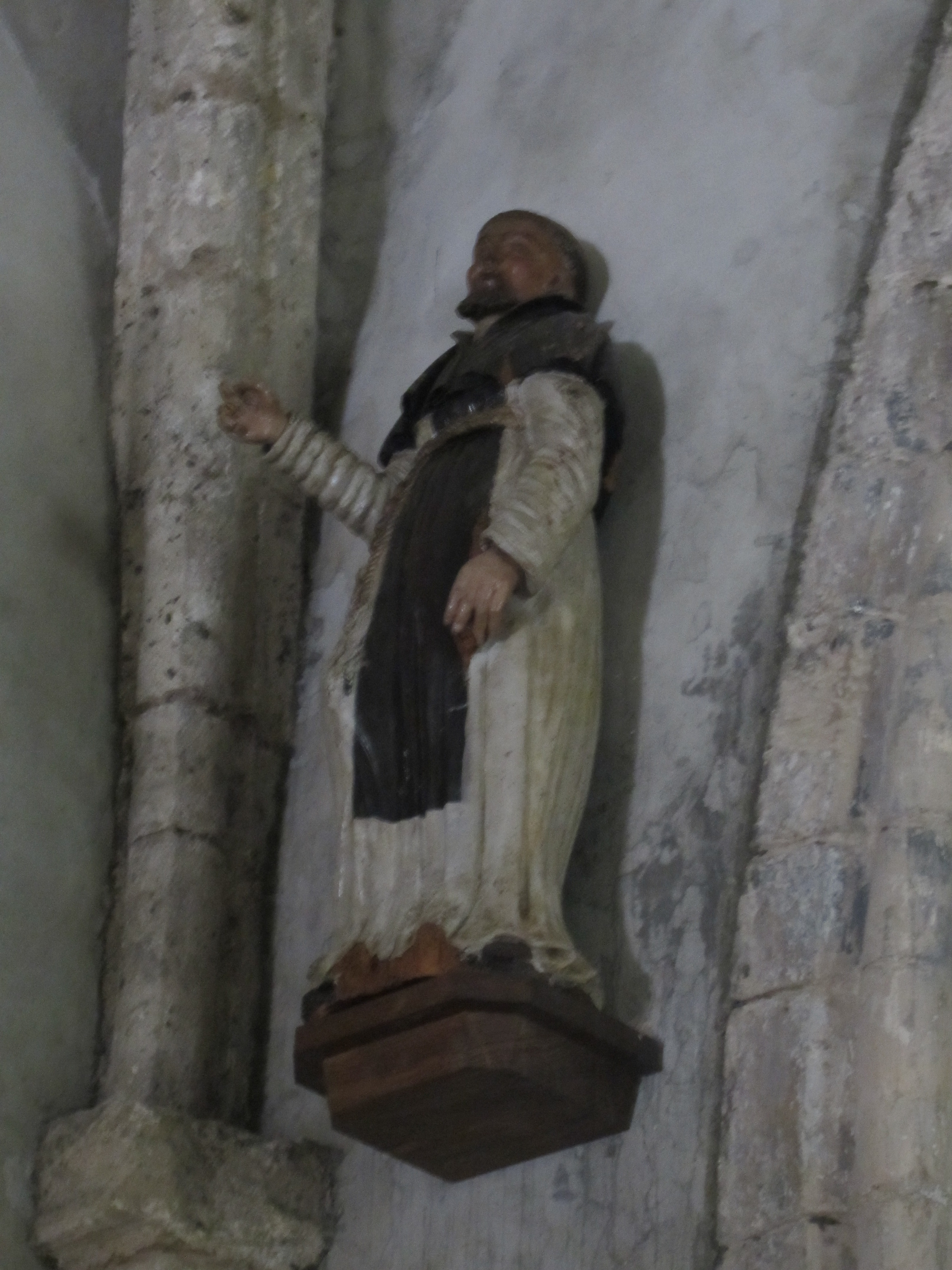
Statue de saint Martin.